# Шахта імені Д. С. Коротченка
ДВАТ «Шахта ім. Д. С. Коротченка». Входить до ДХК «Селидіввугілля».
Здана в експлуатацію у 1960 р.
Проектна потужність 900 тис.т вугілля на рік. Встановлена (1960 р) виробнича потужність 400 тис.т вугілля на рік.
Фактичний видобуток 1596/529 т добу (1990/1999).
Шахтне поле розкрите 2 вертикальними стволами глибиною 500 м. Протяжність гірничих виробок 65,6/23,6 км (1990/1999).
Шахта 1-ї категорії за метановиділенням, небезпечна щодо вибуху вугільного пилу.
Відпрацьовує пласт l1 потужністю 1,3 м (1999) з кутом падіння 8°.
Кількість очисних вибоїв 1 (1999), підготовчих 6 (1999).
Кількість працюючих: 1250 осіб, в тому числі підземних 1060 осіб (1999).
Планами розвитку гірничих робіт передбачається розкриття запасів вугілля "Шахти № 2 «Новогродівська».
Адреса: 85400, вул. Миру, 1, м. Селидове, Донецької обл.